# Zappa Wazoo
Zappa Wazoo nebo také zkráceně jen Wazoo je živé posmrtně vydané album Franka Zappy, které vyšlo 30. října 2007.

## Seznam skladeb

### Disk 1
1. "Intro Intros" – 3:19
2. "The Grand Wazoo (Think It Over)" – 17:21
3. "Approximate" – 13:35
4. "Big Swifty" – 11:49

### Disk 2
1. "Ulterior Motive" – 3:19
2. "The Adventures of Greggery Peccary" – 32:37
  1. "Movement I" – 4:50
  2. "Movement II" – 9:07
  3. "Movement III" – 12:33
  4. "Movement IV – The New Brown Clouds" – 6:07
3. "Penis Dimension" – 3:35
4. "Variant I Processional March" – 3:28

## Sestava
The Mothers of Invention / Hot Rats / Grand Wazoo:
- Frank Zappa - kytara
- Tony Duran - slide kytara
- Ian Underwood - piáno, syntezátor
- Dave Parlato - baskytara
- Jerry Kessler - violoncello
- Jim Gordon - bicí
- Mike Altshul - klarinet, další
- Jay Migliori - flétna, saxofon, další
- Earl Dulmer - kontrabas, další
- Ray Reed - klarinet, saxofon, další
- Charles Owens - saxofon, další
- Joann McNab - basoon
- Malcolm McNab - trubka
- Sal Marquez - trubka
- Tom Malone - tuba, trubka
- Glen Ferris - pozoun
- Kenny Shroyer - pozoun
- Bruce Fowler - pozoun
- Tom Raney - perkuse
- Ruth Underwood - marimba, perkuse